# Individuele Beroepsopleiding
De Individuele Beroepsopleiding (kortweg IBO) is een dienstverlening van de Vlaamse Dienst voor Arbeidsbemiddeling en Beroepsopleiding.
Met de individuele beroepsopleiding probeert men tegemoet te komen aan de vraag van werkgevers naar arbeiders voor een job waarvoor men niet direct geschikte kandidaten vindt op de arbeidsmarkt.
De ondernemer kan dan een werkzoekende zelf opleiden, op maat van het bedrijf. De VDAB stelt wel een aantal voorwaarden:
- Het bedrijf moet een mentor aanduiden die de cursist-werkzoekende op de werkvloer volgt en begeleidt.
- De VDAB stelt een  consulent aan als tussenpersoon tussen de werkgever en de cursist.
- De werkzoekende cursist behoudt tijdens zijn opleiding de werkloosheidsuitkering, aangevuld door een "productiviteitsvergoeding" van de werkgever. Hij behoudt ook het statuut van werkzoekende waardoor de periode van IBO niet meetelt qua anciënniteit.
- De werkgever betaalt dus gedurende de opleiding niet echt een "loon", en is dan vrijgesteld van Sociale zekerheids-bijdragen.
- De cursist krijgt na afloop van de opleiding (2 tot 6 maanden) automatisch een contract van onbepaalde duur of een contract van minstens één jaar.